# Haski regulamin
Haski regulamin (ang. Regulations respecting the laws and customs of war on land) – zbiór praw i zwyczajów wojny lądowej, stanowiący załącznik do dwu konwencji haskich: Drugiej z 29 lipca 1899 i zastępującej ją Czwartej z 18 października 1907. Wzorowany na wcześniejszych uchwałach takich jak Deklaracja petersburska 
i Deklaracja brukselska (1874). Określa pojęcia uczestnika walki zbrojnej (prócz sił zbrojnych także  ludność terytorium niezajętego, która przy zbliżeniu się nieprzyjaciela dobrowolnie chwyta za broń, aby walczyć z wkraczającemu wojskami i nie miała czasu zorganizować się zgodnie z art. 1, będzie uważaną za stronę wojującą, jeżeli jawnie nosi broń i zachowuje prawa i zwyczaje wojenne), traktowanie jeńców, metody walki (w tym zakaz broni zatrutej i pocisków zadających nadmierne cierpienie), rozejmu, kapitulacji i okupacji wojennej. Zgodnie z art. 2  postanowienia, zawarte w Regulaminie, obowiązują tylko pomiędzy stronami Konwencji i tylko jeśli wszyscy wojujący należą do Konwencji. Równocześnie preambuła głosi, że celem jest umniejszenie nieszczęść wojny a wypadki nieprzewidziane w Regulaminie nie mogą być pozostawione dowolnej ocenie ze strony dowodzących wojskami i że w wypadkach takich ludność i strony wojujące pozostają pod opieką i władzą zasad prawa narodów, wypływających ze zwyczajów, ustanowionych między cywilizowanymi narodami, oraz z zasad humanitaryzmu i wymagań społecznego sumienia (klauzula Martensa). 
Dowolne interpretacje i jawne naruszanie przez państwa centralne w czasie I Wojny Światowej uregulowanych zasad wojny doprowadziło do uściślenia pojęć. Konwencja genewska z 1929 o jeńcach uzupełniła rozdział II Regulaminu Haskiego dodając m.in. gdyby jedna ze stron wojujących nie należała do Konwencji, jej postanowienia będą pomimo to obowiązujące dla stron wojujących, które do niej należą. Jeszcze cięższe zbrodnie wynikłe z lekceważenia Konwencji haskich i genewskich przez państwa Osi w czasie II Wojny Światowej zmusiły społeczność międzynarodową do uchwalenia Zasad Norymberskich i kolejnych uzupełnień reguł wojny w postaci Konwencji Genewskich z 1949. Zawarta w ramach UNESCO Konwencja haska z 1954 r. rozszerza wzmiankowany w Regulaminie obowiązek ochrony dóbr kultury w czasie wojny.